# 賴凱靖
賴凱靖（英語：Rachel Lai Hoi Ching，1995年8月4日—）曾是香港無綫電視的新聞從業員；2017年9月加入無綫電視，任職無綫新聞台高級主播；2021年9月離開無綫電視。

## 簡歷
賴凱靖曾經就讀德望學校（2007年到2013年），於香港城市大學修讀媒體與傳播系文學士（媒體與傳播），2017年以一級榮譽畢業，同年9月加入無綫電視。
2017年入職後主要主持無綫新聞台深宵新聞報道及無綫財經資訊台無綫財經快訊，2018年1月起主持無綫新聞台星期日香港早晨。同年8月起為無綫新聞天氣報告的主持，同時不再主持無綫新聞台深宵新聞報道及無綫財經資訊台無綫財經快訊；翌年8月升任為無綫新聞台高級主播，同時成為無綫7:30 一小時新聞的主持之一。
2021年9月6日，她在社交帳戶Instagram宣佈離開任職了4年的無綫電視。